# Chersomorpha taospila
Chersomorpha taospila es una especie de polilla de la familia Tortricidae. Se encuentra en Irlanda Nueva en Papúa Nueva Guinea.

## Características
La envergadura es de aproximadamente 23 mm. Las alas anteriores son blanquecinas ocre, gris claro mezclado irregularmente, la mitad dorsal fuscous. Toda el ala está sembrada de pequeños mechones de escamas negruzcas iridiscentes en relieve, de bordes ocre pálido y dispuestas en series transversales irregulares. El borde costal es un fuscous oscuro irregularmente manchado y hay una raya longitudinal oscura del fuscous, cóncava arriba, que descansa sobre la porción mediana del borde del área dorsal del fuscous. Entre las venas 5 y 7 hacia el termen se encuentra una mancha negruzca subcuadrada bordeada y cortada longitudinalmente por ocre pálido, incluyendo un punto violeta-plateado en el ángulo posterior inferior y una mancha en la parte superior anteriormente, y rodeada por una difusión de fuscous. También hay una línea prismática-plateada con un reflejo azul profundo brillante justo antes del margen alrededor del ápice y el termen hasta cerca del tornus, el margen más allá de este fulvous con el borde plateado con un reflejo plomizo oscuro. Las alas traseras son de color gris oscuro.